# Францішек Стефчик

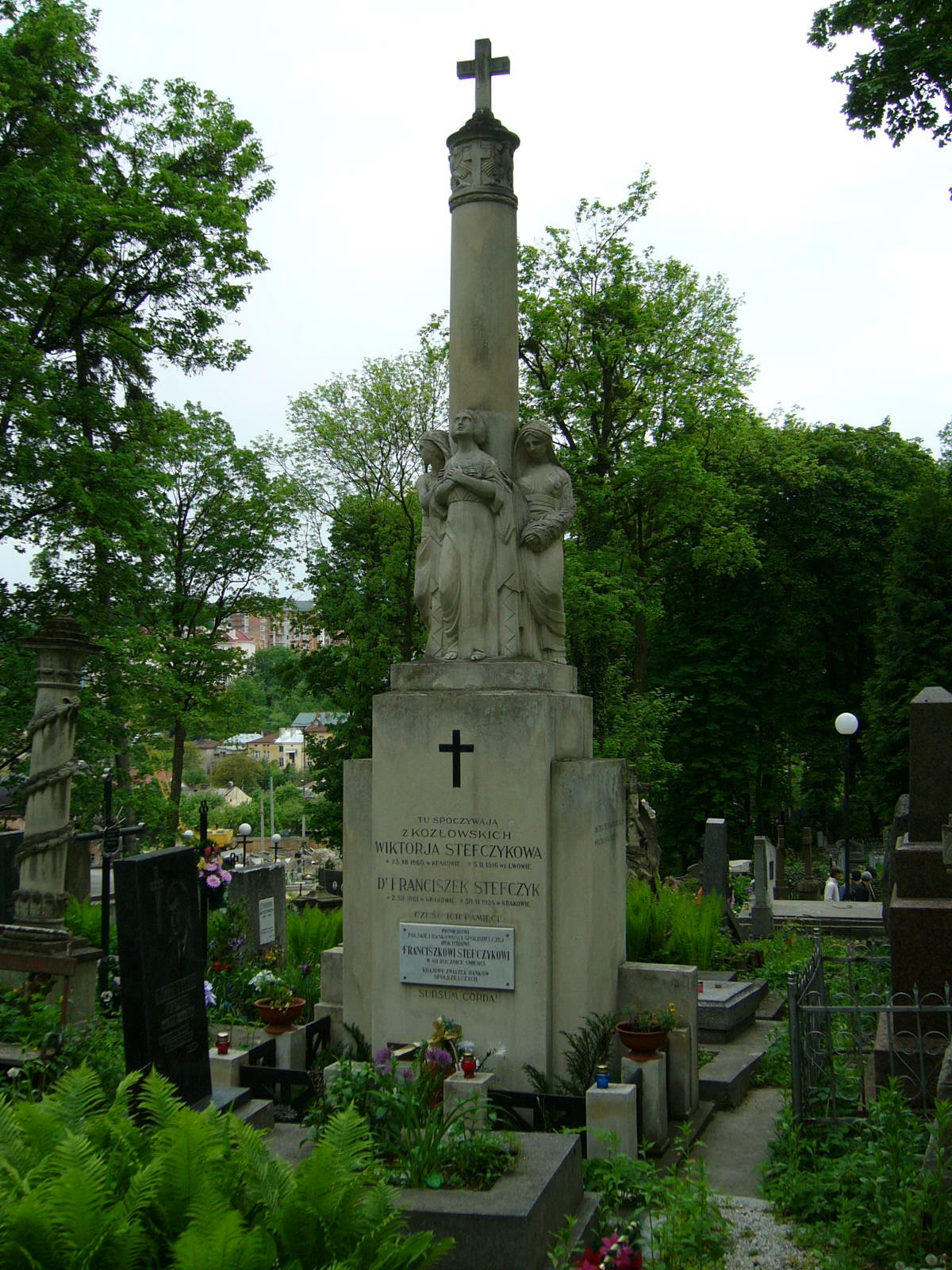
Надгробок на Личаківському цвинтарі

Франці́шек Сте́фчик (пол. Franciszek Stefczyk; 2 грудня 1861, Краків, Австрійська імперія, Німецький союз — 30 червня 1924, Краків, Польська Республіка) — польський учитель і економіст. Засновник перших сільських ощадно-кредитних спілок на польських землях. Створив їх на взірець німецьких ощадно-кредитних спілок Фрідріха Вільгельма Райфайзена. У народі такі заклади дістали назву «каси Стефчика».
Був депутатом Галицького сейму у Львові. Писав праці про кооперативи, здобув ступінь габілітованого доктора у Краківському університеті. Помер у Кракові, похований на Личаківському цвинтарі у Львові. Нагороджений Командорським хрестом Ордена Відродження Польщі. У 1934—1943 роках його ім'я мала сучасна вулиця Аральська у Львові. У грудні 2011 року архієпископ-митрополит Львівський Мечислав Мокшицький підтримав пропозицію щодо початку процесу беатифікації Францішека Стефчика.